# Campionati europei di sci alpinismo 2007
I Campionati europei di sci alpinismo 2007 sono stati la 4ª edizione della competizione continentale di sci alpinismo. Si sono svolti dal 24 al 28 marzo 2007 a Morzine, in Francia. 

## Podi

### Maschili
| Evento         | Oro                                                                   | Argento                                                          | Bronzo                                                            |
| Individuale    | Florent Perrier                                                       | Dennis Brunod                                                    | William Bon Mardion                                               |
| Vertical       | Florent Perrier                                                       | Agustí Roc Amador                                                | Manuel Pérez Brunicardi                                           |
| Combinata      | Florent Perrier                                                       | William Bon Mardion                                              | Dennis Brunod                                                     |
| Gara a squadre | Francia Florent Perrier Grégory Gachet                                | Francia Alexandre Pellicier William Bon Mardion                  | Italia Guido Giacomelli Jean Pellissier                           |
| Staffetta      | Italia Dennis Brunod Denis Trento Manfred Reichegger Guido Giacomelli | Svizzera Alain Rey Florent Troillet Yannick Ecoeur Alexander Hug | Francia Yannick Buffet Bertrand Blanc Tony Sbalbi Fabien Anselmet |

### Femminili
| Evento         | Oro                                                                | Argento                                                | Bronzo                                                                |
| Individuale    | Laëtitia Roux                                                      | Roberta Pedranzini                                     | Gloriana Pellissier                                                   |
| Vertical       | Laëtitia Roux                                                      | Roberta Pedranzini                                     | Gloriana Pellissier                                                   |
| Combinata      | Roberta Pedranzini                                                 | Francesca Martinelli                                   | Nathalie Etzensperger                                                 |
| Gara a squadre | Italia Francesca Martinelli Roberta Pedranzini                     | Francia Corinne Favre Véronique Lathuraz               | Svizzera Catherine Mabillard Nathalie Etzensperger                    |
| Staffetta      | Italia Gloriana Pellissier Francesca Martinelli Roberta Pedranzini | Francia Corinne Favre Véronique Lathuraz Laëtitia Roux | Svizzera Gabrielle Magnenat Catherine Mabillard Nathalie Etzensperger |

## Medagliere
| Posiz. | Nazione  | Oro | Argento | Bronzo | Totale |
| ------ | -------- | --- | ------- | ------ | ------ |
| 1      | Francia  | 6   | 4       | 2      | 12     |
| 2      | Italia   | 4   | 4       | 4      | 12     |
| 3      | Svizzera | 0   | 1       | 3      | 4      |
| 4      | Spagna   | 0   | 1       | 1      | 2      |
| Totale | Totale   | 10  | 10      | 10     | 30     |